# قطعنامه ۱۵۵۳ شورای امنیت
قطعنامه ۱۵۵۳ شورای امنیت سازمان ملل متحد که در تاریخ ۲۹ جولای ۲۰۰۴ تصویب شد، سندی بین‌المللی دربارهٔ بررسی وضعیت خاورمیانه است. این قطعنامه طی نشست ۵۰۱۲ام با ۱۵ رای موافق، ۰ مخالف و ۰ ممتنع تصویب شد.